# Jenny Gröllmann
Jenny Gröllmann (Hamburgo, 5 de febrero de 1947 - Berlín, 9 de agosto de 2006) fue una actriz alemana.

## Biografía
Jenny Gröllmann fue la hija de Otto y Gertrud Gröllmann. Su padre, que luchó en la década de 1930 por la Segunda República en la guerra civil española y que había formado parte de la resistencia durante la época nazi con el grupo Bästlein-Jacob-Abshagen, fue escenógrafo. Su madre fue fotógrafa de teatro y más tarde editora en jefe de la revista Das Magazin.
En 1949, cuando Jenny contaba dos años, la familia se trasladó por motivos profesionales a la zona de ocupación soviética en Schwerin, desde donde partieron a Dresde en 1955, donde su padre había recibido un nuevo trabajo. Jenny fue a la escuela allí y pronto desarrolló su pasión por el teatro. Con 14 años de edad, en 1961, interpretó el papel principal en Las visiones de Simone Machard de Brecht, bajo dirección de Ottofritz Gaillard.
De 1963 a 1966, Gröllmann asistió a la Staatliche Schauspielschule Berlin. Después de haber completado sus estudios, consiguió un trabajo en el Teatro Maxim Gorki de Berlín, con el que estuvo comprometida durante 26 años. Ella debutó en este teatro en la obra Casa de muñecas, de Ibsen, en el papel de una criada. Sin embargo, su carrera teatral fue inicialmente bastante desafortunada, después de haber sido elegida como actriz principal para el polémico trabajo de Milan Kundera, El guardián de las llaves, el cual no pudo interpretarse. Así se le negó su primer gran avance como actriz teatral, a pesar de que se le encomendaban numerosas tareas escénicas. Tras su debut en pantalla en 1967 con la película para la DEFA Geschichten jener Nacht, Gröllmann actuó en otras películas y obras televisivas para la DEFA, llegando a interpretar papeles principales en producciones del Teatro de Televisión de Moritzburg. Después de su éxito en el Teatro Maxim Gorki, también obtuvo trabajo en el Teatro Renaissance de Berlín, en el Teatro Schlosspark y, tras 1990, en el Hamburger Kammerspiele. En la RFA fue conocida en el papel de la abogada Isolde Isenthal en la serie de televisión Liebling Kreuzberg con Manfred Krug.
Grollmann llevó en 1969 a su hija Jeanne al mundo que proviene de una conexión con Thomas y Goguel que en la actualidad artista de maquillaje opera. En 1973 se casó con el director Michael Kann. Después de divorciarse de Kann a principios de la década de 1980, estuvo casada con el actor Ulrich Mühe entre 1984 y 1990. Del matrimonio nació su hija Anna Maria Mühe en 1985, la cual también se convirtió en actriz. Después de divorciarse de Mühe, Gröllmann vivió junto con el escenógrafo Claus-Jürgen Pfeiffer, con quien se casó en 2004.
En 1999, Gröllmann enfermó de cáncer de mama. Tras el éxito inicial de la terapia, la actriz fue nuevamente diagnosticada de cáncer en 2002 y 2005, por lo que tuvo que renunciar a su papel en la serie de televisión Sturm der Liebe. En agosto de 2006 sucumbió al cáncer a los 59 años. Actualmente yace en el cementerio francés de Berlín.

## Informante de la Stasi
La revista Superillu publicó en 2001 extractos de un archivo de 522 páginas del Comisionado Federal para los Archivos de la Stasi, según el cual, Gröllmann fue conocida entre 1979 y 1989 como la informante "Jeanne" para la Stasi. Según el archivo, "la candidata" eligió el seudónimo de Jeanne por el nombre de su hija. La informante Jeanne habría declarado acerca de las posibles intenciones de escape de la RDA de los miembros del teatro Gorky.
Después del artículo, Ulrich Mühe habló sobre las acusaciones en el libro publicado en 2006 sobre la película La vida de los otros. Gröllmann, respaldada por la firma de abogados berlinesa Panka, Venedey, Kolloge, Dr. Gysi, Langer, presentó una demanda ante el tribunal del distrito de Berlín contra la Editorial Suhrkamp, editora del libro, y solicitó medidas preliminares contra su exmarido. Ella afirmó bajo juramento que nunca había colaborado a sabiendas con el Ministerio para la Seguridad del Estado. Su presentación fue apoyada por el testimonio de la antigua mayor de la Stasi involucrada en el caso, que habría actuado en su contra, trabajando como agente de policía criminal y, presuntamente, habría falsificado su archivo. Numerosas presuntas reuniones con el presunto oficial principal se anotaron en el archivo del Ministerio para la Seguridad del Estado en momentos en los que la actriz estaba sobre el escenario, siguiendo los registros de desempeño archivados del Teatro Maxim Gorki.
Sin embargo, un informe de la Asociación para la Investigación del PSUA de la Universidad Libre de Berlín llegó a la conclusión de que los registros del Ministerio para la Seguridad del Estado apuntaban a Jenny Gröllmann claramente como informante de la Stasi. El tribunal no aceptó el informe y las declaraciones incriminatorias del Comisionado Federal para los Archivos de la Stasi, ya que evalúa los documentos del expediente legal solo a título indicativo, pero no como prueba. Por lo tanto, la solicitud de Gröllmann fue aceptada y se prohibió la distribución del libro en su formato original. El editor replicó que el libro de la película podría ser sanitizado con líneas negras, ocultando parte de las respuestas de Mühe al respecto de su exmujer. Sin embargo, el tribunal desestimó la objeción y le prohibió seguir designando a Jenny Gröllmann como informante, ya que, aunque los documentos de la Stasi eran "dignos de sospecha", no contenían pruebas concluyentes. Después de resistir casi un año de litigio, el editor aceptó en diciembre de 2006 no difundir las observaciones de Ulrich Mühe.
El 18 de abril de 2008, el Tribunal de Apelaciones de Berlín también prohibió a la revista Focus calificar de "informante" a Jenny Gröllmann.

## Premios
- 1974: Premio Ernst Zinna de la Ciudad de Berlín[13]

## Filmografía (selección)
- 1967: Geschichten jener Nacht
- 1968: Yo tenía 19 años
- 1969: Der Staatsanwalt hat das Wort: Die Geschichte der Rosemarie E. (Telefilme)
- 1970: Netzwerk
- 1971: Salut Germain (Serie de televisión)
- 1971: Kennen Sie Urban?
- 1971: Filmemacher (Telefilme)
- 1972: Polizeiruf 110 - Die Maske (Capítulo de serie de televisión)
- 1973: Eva und Adam (Miniserie)
- 1973: Ich bin ein Junger Pionier (Voz en off del documental)
- 1975: Broddi (Telefilme)
- 1977: Die Flucht
- 1978: Polizeiruf 110 - Bonnys Blues (Capítulo de serie de televisión)
- 1979: Die Birke da oben (Telefilme)
- 1979: Alles im Garten (Guion televisivo)
- 1979: Hochzeit in Weltzow (Telefilme)
- 1980: Veszélyes játékok
- 1981: Zieht blank, Kavaliere! oder Der Schwarzkünstler (Teatro de la Televisión de Moritzburg)
- 1981: Katharina in der Klemme (Teatro de la Televisión de Moritzburg)
- 1982: Dein unbekannter Bruder
- 1982: Der Staatsanwalt hat das Wort: Hoffnung für Anna (Capítulo de serie de televisión)
- 1983: Polizeiruf 110 - Die Spur des 13. Apostels (Capítulo de serie de televisión)
- 1983: Es geht einer vor die Hunde (Telefilme)
- 1984: Ich sehe was, was du nicht siehst (Telefilme)
- 1984: Heiße Ware in Berlin (Telefilme)
- 1984: Die Poggenpuhls (Serie de televisión)
- 1984: Isabel auf der Treppe
- 1984: Polizeiruf 110 - Draußen am See (Capítulo de serie de televisión)
- 1985: Hälfte des Lebens
- 1985: Der Staatsanwalt hat das Wort: Sachlich richtig
- 1986: Das Buschgespenst (Telefilme)
- 1987: Kiezgeschichten (Serie de televisión)
- 1987: Polizeiruf 110 - Unheil aus der Flasche (Capítulo de serie de televisión)
- 1987: Die erste Reihe (Telefilme)
- 1988: Polizeiruf 110 - Flüssige Waffe (Capítulo de serie de televisión)
- 1988: Passage (Telefilme)
- 1989: Späte Ankunft (Segunda parte)
- 1990: Die Ritter der Tafelrunde (Telefilme)
- 1993: Wer zweimal lügt
- 1993: Tatort: Berlín – beste Lage (Capítulo de serie de televisión)
- 1993: Ein Fall für zwei – Rache (Capítulo de serie de televisión)
- 1994: Liebling Kreuzberg, 4.ª temporada, episodios 28–40 (Serie de televisión)
- 1994: Tatort: Ein Wodka zuviel (Capítulo de serie de televisión)
- 1995: Blutspur in den Osten
- 1995: Zu Fuß und ohne Geld (Telefilme)
- 1995: Unser Lehrer Doktor Specht (Serie de televisión, temporadas 3–4)
- 1996: Unschuldig verurteilt? (Telefilme)
- 1997: Mord im Schlachthof (Telefilme)
- 1997: Tod eines Callgirls (Telefilme)
- 1997: Nur für eine Nacht (Telefilme)
- 1997: Mord für eine Schlagzeile (Telefilme)
- 1997: Saskia – Schwanger zum Sex gezwungen (Capítulo de serie de televisión)
- 1997: Tatort - Der Tod spielt mit (Capítulo de serie de televisión)
- 1998: In aller Freundschaft (Serie de televisión)
- 1998: Im Namen des Gesetzes – Hinter Gittern (Capítulo de serie de televisión)
- 1999: Gaukler der Liebe (Telefilme)
- 1999: Schwurgericht – Seitenwechsel (Capítulo de serie de televisión)
- 1999: Die Straßen von Berlin (Serie de televisión)
- 2000: Verzweiflung
- 2000: Großstadtrevier – Glaubenssache (Capítulo de serie de televisión)
- 2000: SOKO 5113 – Die Eisprinzessin (Capítulo de serie de televisión)
- 2001: Die keusche Göttin (Telefilme)
- 2001: Stahlnetz – Innere Angelegenheiten (Capítulo de serie de televisión)
- 2001: Für alle Fälle Stefanie – Kein Erbarmen mit Mama (Capítulo de serie de televisión)
- 2002: Mama und ich (Serie de televisión)
- 2002: Der Bulle von Tölz: Mord mit Applaus
- 2002: Im Visier der Zielfahnder (Serie de televisión)
- 2002: Anstalt – Zurück ins Leben (Capítulo de serie de televisión)
- 2002: Die Hinterbänkler – Die Partei hat immer Recht (Capítulo de serie de televisión)
- 2003: Edel & Starck – Mord ist sein Hobby (Capítulo de serie de televisión)
- 2003: Zutaten für Träume
- 2003: Abschnitt 40 – Schattenboxen (Capítulo de serie de televisión)
- 2004: Polizeiruf 110 - Das Zeichen (Capítulo de serie de televisión)
- 2004: Das blaue Wunder (Telefilme)
- 2004: Erbsen auf halb 6
- 2005: Tatort - Leiden wie ein Tier (Capítulo de serie de televisión)
- 2005: Sturm der Liebe (Telenovela)
- 2008: Ich will da sein – Jenny Gröllmann (Documental)

## Teatro
- 1961: Bertolt Brecht: Las visiones de Simone Machard – Director: Ottofritz Gaillard (Teatro Estatal de Dresde)
- 1967: Henrik Ibsen: Casa de muñecas – Director: Ottofritz Gaillard (Teatro Maxim Gorki (Berlín)
- 1971: Jewgeni Schwarz: Der Schatten (Annunziata) – Director: Fritz Bornemann (Teatro Maxim Gorki de Berlín)[14]
- 1977: Rudi Strahl: Arno Prinz von Wolkenstein oder Kader entscheiden alles (Tilli) – Director: Karl Gassauer (Teatro Maxim Gorki de Berlín)
- 1978: Jürgen Groß: Match (Susanne) – Director: Wolfgang Krempel (Teatro Maxim Gorki de Berlín)[15]
- 1983: Molière: Las mujeres sabias (Armande) – Director: Karl Gassauer (Teatro Maxim Gorki de Berlín)

## Radionovela y radioteatro
- 1966: Bertolt Brecht: El interrogatorio de Lukullus – Director: Kurt Veth (Rundfunk der DDR)
- 1977: Jacob Grimm/Wilhelm Grimm: Cuentos de los Hermanos Grimm – El Príncipe Rana (Hija del rey) – Director: Heiner Möbius (Obra infantil)
- 1978: Isaak Babel: Maria (Ljudmila) – Director: Joachim Staritz (Obra de radio – Rundfunk der DDR)
- 1978: Ödön von Horváth: Kasimir y Karoline (Karoline) – Director: Werner Grunow (Obra de radio– Rundfunk der DDR)